# Fort Santiago

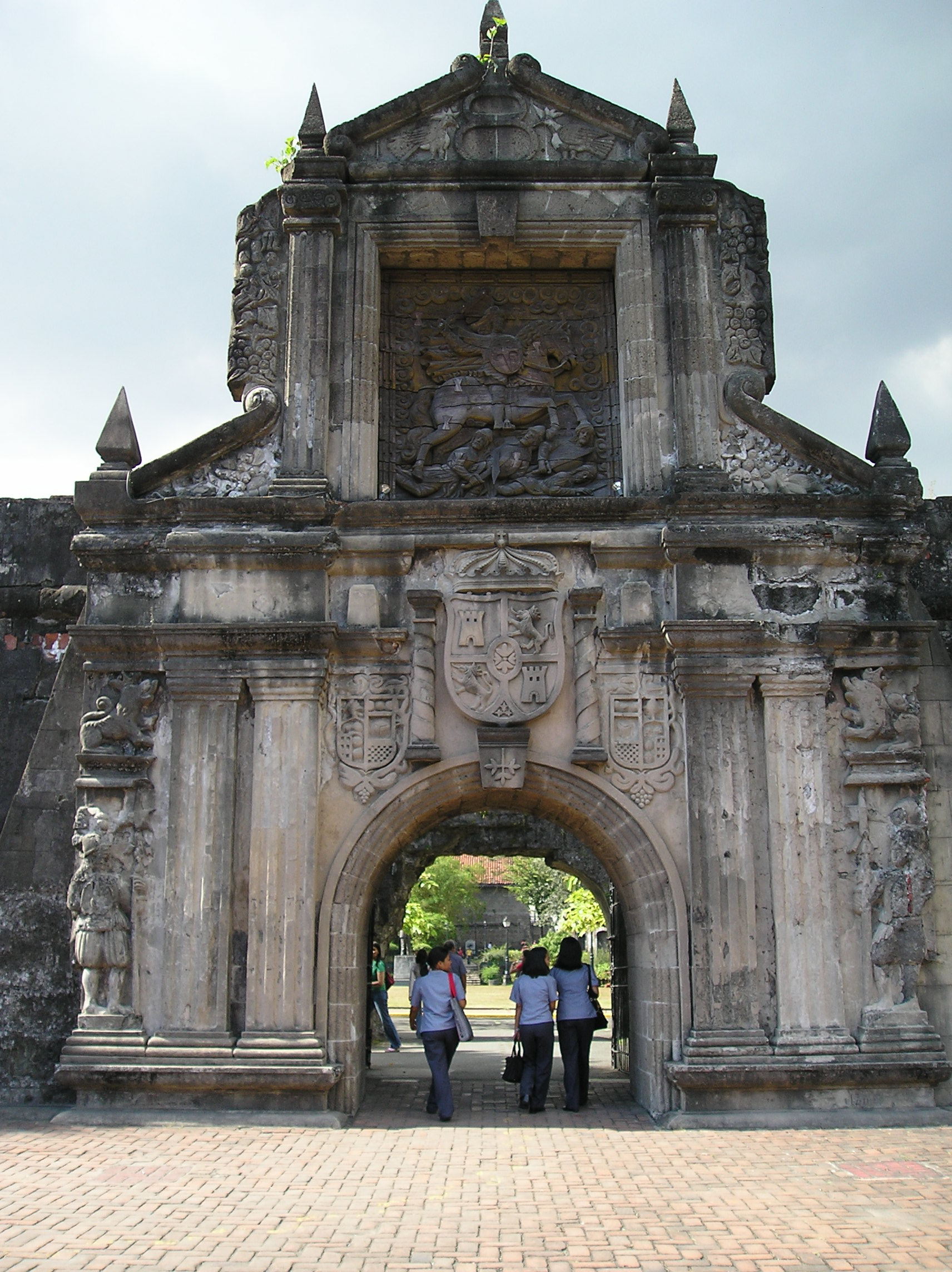
De hoofdingang van Fort Santiago

Fort Santiago is een militair verdedigingswerk in de Filipijnse stad Manilla. Het bouwwerk ligt aan de noordkant van Intramuros, het oude ommuurde deel van Manilla, dat uit de Spaanse tijd stamt. Fort Santiago is gelegen aan de baai van Manilla en bewaakt de monding van de Pasig. Vlak bij het fort vertrokken in vroeger tijden de Manillagaljoenen, die zijde, specerijen, katoen en ivoor naar Mexico brachten en met zilver aan boord terugvoeren. De plaats is van historisch belang omdat de nationale held José Rizal hier de dagen voorafgaande aan zijn executie gevangen zat.

## Geschiedenis
Voor de komst van de Spanjaarden was Manilla de hoofdplaats van een sultanaat. Aan de monding van de Pasig stond het paleis van Radja Sulayman II. Het paleis en de omliggende nederzettingen werden door de conquistador Martin de Goiti verwoest bij de verovering van het gebied. De kolonisatoren richtten in 1571 Fuerza de Santiago op. De eerste versie van het latere fort werd gebouwd met aarde en boomstammen. Deze versterking werd grotendeels verwoest door Chinese piraten tijdens de Spaans-Chinese oorlog van 1574-1575. Martin de Goiti vond de dood tijdens de belegering. Na enkele hevige gevechten wisten de Spanjaarden de piraten te verdrijven naar Pangasinan. Daar kon de dood van Goiti gewroken worden door de laatste piraten en hun leider te doden. De herbouw van het fort duurde van 1589 tot 1592, ditmaal werd het bouwwerk in steen uitgevoerd.
Aan het einde van de Tweede Wereldoorlog werd het fort zwaar beschadigd, bij de herovering van Manilla door de Amerikanen (februari 1945). In de jaren ’80 werd de schade aan het bouwwerk hersteld. Het Global Heritage Fund bracht in 2010 echter een rapport uit dat de noodklok luidt over de slechte staat van het monument en waarschuwt voor slecht beheer en de druk van de groeiende stad.
Vandaag de dag functioneert Fort Santiago als museum, de Spaanse erfenis en de herinnering aan José Rizal worden voor het publiek geconserveerd. Het gebouw waar Rizal zijn laatste nacht doorbracht is een monument geworden, genaamd Rizal Shrine.